# Syndicalisme au Sénégal
Le syndicalisme au Sénégal a pris une part importante dans l'affirmation d'un mouvement syndical en Afrique francophone sub-saharienne. Il repose sur la convention internationale de l'OIT et des lois internes au Sénégal. 

## Principales organisations
- Confédération nationale des travailleurs du Sénégal (CNTS)
- Confédération des syndicats autonomes du Sénégal (CSAS)
- Union nationale des travailleurs démocrates (UNTD)
- Confédération générale des syndicats de cadres et du personnel d'encadrement (COGES)
- Confédérations générale des travailleurs démocratiques du Sénégal (CGTDS)
- Confédération nationale des Travailleurs du Sénégal (CNTS/FC)
- Fédération générale des travailleurs du Sénégal - Tendance A (FGTS)
- Fédération générale des travailleurs du Sénégal - Tendance B (FGTS)
- Union démocratique des travailleurs du Sénégal (UDTS)
- Union des travailleurs libres du Sénégal (UTLS)
- Syndicat des travailleurs démocratique du Sénégal (STDS)
- Union des travailleurs du Sénégal (UTS)